# Hostie (Slowakije)
Hostie (Hongaars:Keresztúr) is een Slowaakse gemeente in de regio Nitra, en maakt deel uit van het district Zlaté Moravce. Hostie ligt in centraal-west Slowakije.

## Geschiedenis
De plaats wordt voor het eerst genoemd in geschriften uit 1332.

## Demografie en geografie
De gemeente ligt op een hoogte van 225 meter. Er wonen ongeveer 1222 mensen. De bewoners zijn voor ongeveer 99% Slowaak.

## Faciliteiten
De plaats heeft een kleine openbare bibliotheek en een voetbalveld.